# Снитин
Снитин (укр. Снітин) — село, Лубенская городская община, Лубенский район, Полтавская область, Украина.
Код КОАТУУ — 5322886201. Население по данным 2023 года составляло 681 человек.

## Географическое положение
Село Снитин находится на берегах реки Сула, выше по течению на расстоянии в 1 км расположено село Снитино, ниже по течению на расстоянии в 3 км расположено село Литвяки. Река в этом месте извилистая, образует лиманы, старицы и заболоченные озёра.

## История
- 1107 — упоминается в летописях как город Кснятин (др.-рус. Къснѧтинь[2]), находившийся в составе Посульской оборонной линии[3][4].

Снетин, с. Полтавская обл. К Ю.-В. от села, в уроч. Городок, у подножия прав. коренного бер. р. Сулы, округлое (диам. 170 м) городище — остатки древнерусского Кснятина, впервые упомянутого в летописи под 1107 г. Поселение укреплено кольцевым валом (выс. 4 м) и рвом. К З. прослеживались два отрезка вала от укреплений окольного города. Культ. сл. (1 м) содержит отложения роменской культуры, древнерусского (конца XI—XIII вв.) и более позднего времени. Городище расположено почти у слияния Удая с Сулой. Оно исследовалось В. Г. Ляскоронским (1896) и Н. Е. Макаренко (1911).— Куза А. В. Древнерусские городища X—XIII вв. Свод археологических памятников. — М.: Христианское изд-во, 1996. — С. 188.
- 1603 — упоминается как Снетино городище, за обладание которым случился конфликт между российскими подданными и людьми князя Адама Вишневецкого[5].
- 1617 — упоминается как селение Снятин в составе Киевского воеводства[6].

## Экономика
- Молочно-товарная ферма.
- «Кснятин», ООО.

## Объекты социальной сферы
- Школа.
- Дом культуры.

## Известные жители и уроженцы
- Гетьман Вадим Петрович (1935—1998) — украинский экономист и финансист, политический деятель, второй глава Национального банка Украины, Герой Украины.
- Олейник Григорий Антонович (1932—2004) — Герой Социалистического Труда.

## Религия
- Воскресенская церковь, 1805 год. Памятник архитектуры, представляет образец архитектуры переходного этапа от стиля барокко к классицизму.